# Теодор Щорм
Ханс Теодор Волдзен Щорм (на немски: Hans Theodor Woldsen Storm) е германски писател, поет, новелист и лирик.
Повлиян от поети като Йозеф фон Айхендорф и Едуард Мьорике, той става един от най-изявените представители на немския поетически реализъм. В творчеството му има и много мотиви от родния му Шлезвиг, който в средата на XIX век е обект на спорове между Дания и Прусия. Заедно с Тихо Момзен издава „Песни на трима приятели“ през 1843 г. Самостоятелно издава „Стихотворения“ - с интимни преживявания и настроения през 1852 г. Автор е на повече от 50 лирични новели - „Именското езеро“ - 1849, „Поле от кукления театър“ - 1875, „Ездачът на белия кон“ - 1888. Двете най-известни произведения на Щорм са новелите „Immensee“ (1849) и „Der Schimmelreiter“ (1888).